# Cáncer epitelial del ovario
Los tumores epiteliales del ovario son un tipo de neoplasias del ovario que pueden ser tanto benignas como malignas (cáncer). Se piensa que las neoplasias de este grupo derivan de la superficie epitelial que recubre la superficie del ovario (un tipo modificado del peritoneo) o sino de tejido endometrial ectópico, es decir, fuera de lugar. Este grupo de tumores corresponden a un 65-70% de los tumores de ovario. El CA-125, un marcador tumoral, se encuentra con frecuencia elevado en estos casos, aunque no es un marcador útil en la evaluación del progreso de la terapia después de realizado el diagnóstico.

## Clasificación
Los tumores epiteliales superficiales del ovario se clasifican en base al tipo de célula epitelial, a la cantidad relativa de epitelio y estroma, la presencia de procesos papilares y la localización de los elementos epiteliales. Las características patológicas microscópicas determinan si el tumor epitelial en cuestión es benigna, sospechosa o maligna, fundamentado en la evidencia de invasión del estroma u otras características de malignidad. Los tumores sospechosos tienen un potencial incierto de malignidad.
Este grupo de tumores consiste en tumores serosos, mucinoso, endometrioide, de células claras o de Brenner (tumores transicionales, aunque existen ocasionalmente tumores mixtos, tumores indiferenciados y de tipos no clasificables.

## Tumor seroso
Estos tumores varían en tamaño, de muy pequeños y prácticamente imperceptibles a tumores grandes que pueden llenar la cavidad abdominal. Son los tumores epiteliales más frecuentes (un 60% de los casos), 75% de ellos son benignos o sospechosos y 25% malignos. Los tumores benignos son más frecuentes en mujeres entre 20 y 50 años de edad y un 20% de tumores benignos son bilaterales (afectan ambos ovarios). Los tumores malignos, por su parte, son del tipo adenocarcinoma quístico formando un 40% de todos los carcinomas malignos de ovario, por lo general se ven en mujeres avanzadas de edad, frecuentemente asociados a casos familiares y un 66% de los casos de tumores malignos de ovario son bilaterales. 
La probabilidad de malignidad en un tumor de ovario epitelial aumenta con la cantidad de áreas sólidas presentes, incluyendo estructuras papilares y tejido necrótico.

### Patología
Por lo general, los tumores epiteliales de ovario constan de células altas, columnares y ciliadas, llenas de fluido seroso que por lo general ocupa la superficie del ovario. La separación entre un tumor benigno, maligno o sospechoso se acierta al observar:
- Atipia celular, es decir, si las células individuales en el tumor tienen apariencia normal;
- Invasión al estroma circundante, es decir, si las células que provienen del tumor han invadido tejidos del derredor;
- La presencia de cuerpos de psammoma, que son hallazgos característicos en los adenocarcinomas quísticos[1]

### Pronóstico
El pronóstico de un tumor seroso, como cualquier neoplasma, depende de:
- El grado de diferenciación de las células del tumor, es decir, que tanto se parecen al tejido ovárico normal:
  - Un tumor bien diferenciado por lo general es benigno y se parece al tejido normal del ovario.
  - Un tumor con células pobremente diferenciadas típicamente son malignos y no tienen similitudes con las células normales del ovario que la originaron.
  - Un tumor con células medianamente diferenciadas se parece en algunos aspectos a las células locales normales pero tiende a ser fráncamente maligno.
- La extensión del tumor hacia otras estructuras:
  - En especial con serosas malignas, la presencia de un avance hacia otros tejidos del peritoneo es importante para determinar el pronóstico del paciente.

El rango de supervivencia por cinco años de tumores malignos o sospechosos confinados solo a los ovarios es cercano al 70% y 100% respectivamente. Si se afecta el peritoneo, las supervivencia baja a 25% y 90% respectivamente. A pesar de que la supervivencia de 5 años tienen un altísimo grado de éxito en tumores sospechosos, no es evidencia de cura, debido a que a menudo reaparecen al cabo de varios años.

## Tumor mucinoso
Los tumores mucinosos se parecen en varios aspectos a los serosos, aunque son menos comunes, tomando un 25% de todas las neoplasias del ovario. Ocurren principalmente en mujeres de edad adulta, siendo muy raros antes de la pubertad y después de la menopausia. Solo un 15% son malignos entre los cuales los adenocarcinomas quísticos son relativamente poco frecuentes (aproximadamente un 10% de los casos). Se caracterizan por tener una apariencia quística de tamaño variable, raramente ocupan la superficie del ovario como la hacen los serosos. Con menos frecuencia son bilaterales (solo un 5% de los casos), son los que ocupan las masas de mayor tamaño, con pesos extremos mayores a los 25 kilos. Los tumores están llenos de un contenido pegajoso o gelatinoso.

### Patología
Los tumores mucinosos benignos se caracterizan por tener células epiteliales columnares altas con mucina atípica y no son ciliados, muy similares a las células epiteliales del cuello uterino o del intestino. Los tumores malignos mucinosos contienen patrones más sólidos con las características malignas, es decir, atipia celular y estratificación, pérdida de la arquitectura normal del tejido y necrosis. Pueden parecerse al cáncer de colon y tienden a invadir al estroma ovárico, lo que lo diferencia de los tumores benignos y sospechosos.

### Pronóstico
La supervivencia a los 10 años para los tumores sospechoso contenidos solo en el ovario, los tumores malignos sin invasión y los tumores malignos invasivos son superiores al 95%, 90% y 66% respectivamente. Debido a que los tumores mucinosos tienden a ser unilaterales (un solo ovario afectado) los casos de tumores mucinosos bilaterales requieren la exclusión de un tumor de origen no ovárico.

## Tumor endometrioide
Los tumores endometrioides ocupan un 20% de los cánceres de ovario y son mayormente de tipo maligno (carcinomas endometrioide). Son producidas por glándulas tubulares que se asemejan mucho al endometrio normal o maligno. Un 15-30% de los casos de carcinoma endometrial ocurren en individuos con cáncer del endometrio y estas pacientes cursan con un mejor pronóstico. Se parecen a los otros tumores epiteliales, con áreas sólidas y quísticas. Un 40% de estos tumores son bilaterales en cuyo caso las metástasis son frecuentes.

### Patología
Las glándulas tienen una fuerte similitud con las glándulas endometriales. Los tumores benignos tienen glándulas aparentemente maduras rodeadas por un estroma fibroso. Los tumores sospechosos tienen un complejo patrón de ramificaciones que invaden al estroma. Los tumores malignos tienen glándulas invasivas coronadas por células atípicas y con frecuentes mitosis en curso. Con menor diferenciación, el tumor se vuelve sólido.

### Pronóstico
Nuevamente, el pronóstico depende del grado de invasión del tumor, así como el grado de diferenciación de las células que lo conforman. El pronóstico general es un tanto peor que los tumores serosos y mucinosos, con una supervivencia de 5 años con tumores limitados al ovario de aproximadamente 75%.

## Tumores de células claras
Estos son tumores caracterizados por células epiteliales grandes con citoplasma claro y abundante y con frecuencia se ven asociados con endometriosis o con un carcinoma endometrioide del ovario y con gran semejanza al carcinoma de células claras del endometrio. Pueden ser predominantemente sólidos o quísticos, si son sólidos, las células claras tienden a estar arregladas en láminas o túbulos. En la variedad quística, las células neoplásicas confroman la envoltura del quiste.

### Pronóstico
Estos tumores tienden a ser agresivos con una supervivencia de un 65% en casos en que el tumor no ha salido del ovario. Si el tumor ha invadido otros tejidos, el pronóstico es francamente peor.

## Tumor de Brenner
Los tumores de Brenner son poco frecuentes, con células epiteliales del tipo transicional, lo que caracteriza al tumor de los demás. Tienen por ello una apariencia similar a la del epitelio de la vejiga. Estos tumores pueden variar en tamaño, pueden ser sólidos o quísticos. Histológicamente el tumor consiste en nidos de células transicionales dentro de un tejido circundante muy parecido al del ovario normal. Los tumores de Brenner pueden ser tanto benignos como malignos dependiendo de la cantidad de invasión de los tejidos circundantes.